# Dmitri Grigorovitsj

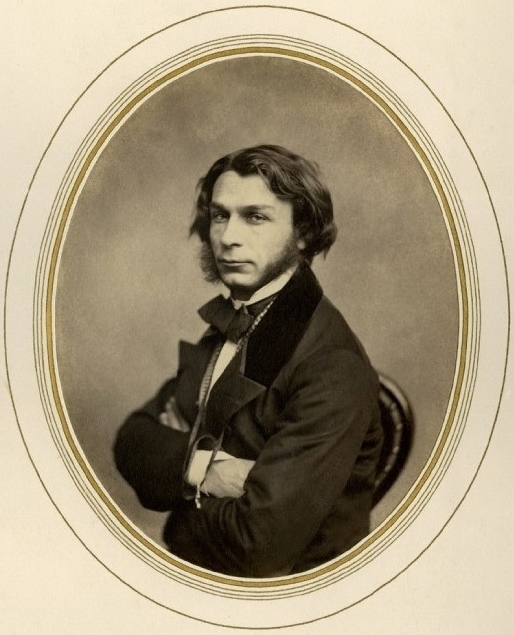
Grigorovitsj, foto Levitski, 1856

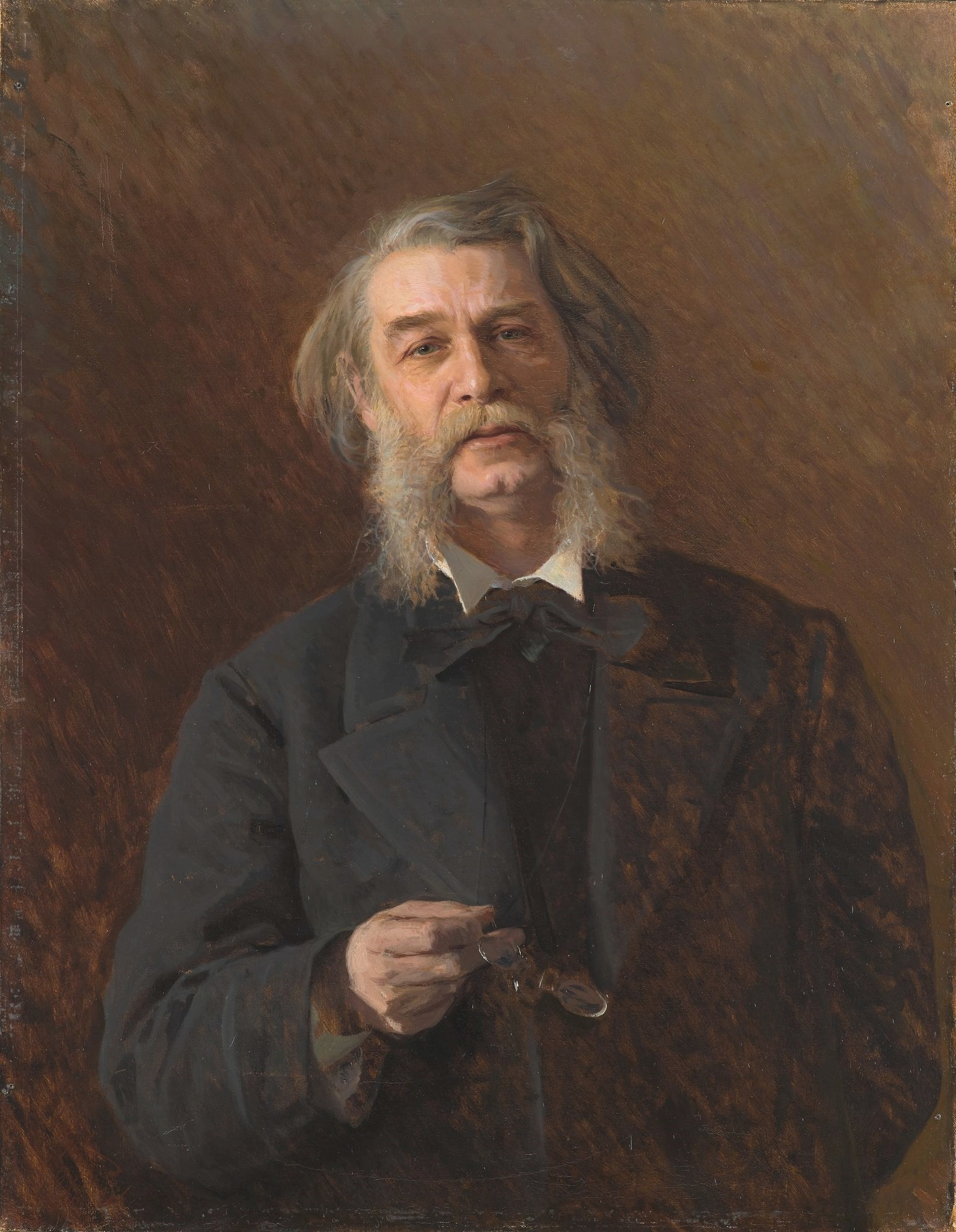
Portret door Ivan Kramskoj, 1876

Dmitri Vasiljevitsj Grigorovitsj (Russisch: Дмитрий Васильевич Григорович) (Nikolskoje-na-Tsjeremsjane, Oejezd Toljatti, 19 maart 1822 – Sint-Petersburg, 22 december 1899) was een Russisch schrijver.

## Leven en werk
Grigorovitsj werd geboren als zoon van een grootgrondbezitter en een uit Zuid-Frankrijk afkomstige moeder. Na een ingenieursopleiding in Sint-Petersburg droomde hij van een literaire loopbaan, bezocht de kunstacademie en ging zich bewegen in literaire kringen. Zo maakte hij kennis met Nikolaj Nekrasov, Fjodor Dostojevski en Vissarion Belinski. In 1844 werd zijn zedenschets De Petersburgse orgeldraaiers gepubliceerd door Nekrassov, waarna hij zich onder invloed van Belinski met Het dorp {1846) en Anton de arme drommel (1846) richtte op de boeren en het misbruik van de lijfeigenschap. In zijn romans Kapelmeester Soeslikov (1848) en Een mislukt leven (1850) behandelde hij het probleem van de arme kunstenaar in de Russisch maatschappij, om in de romans Landwegen en De landverhuizers (1856) weer terug te keren tot het thema van de boerenfamilie en de landadel. 

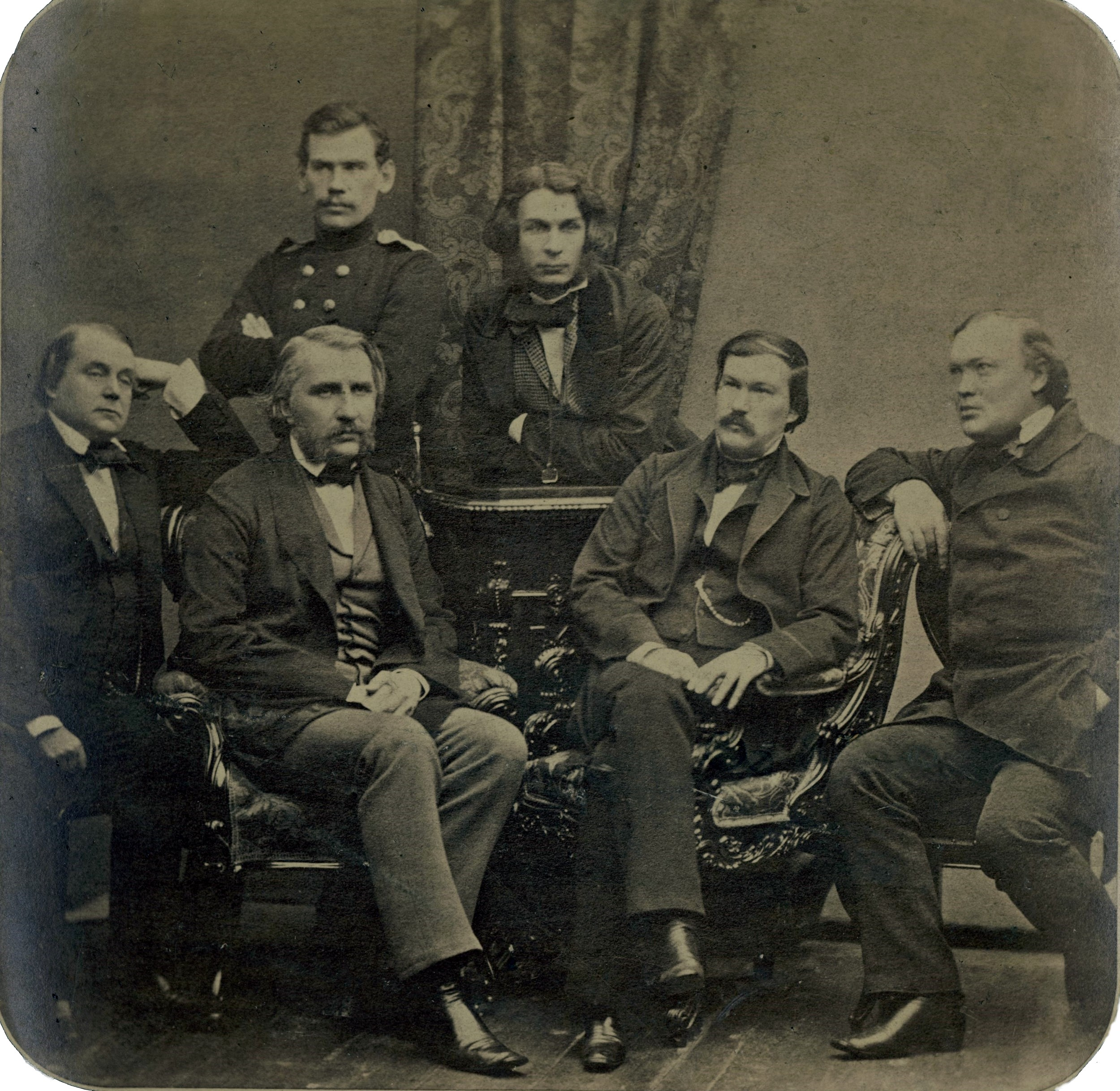
Medewerkers Sovremennik: Grigorovitsj (midden-boven) naast Lev Tolstoj, Beneden v.l.n.r.: Gontsjarov, Toergenjev, Droezjinin en Ostrovski. Foto Levitski, 1856.

Vanaf 1847 was Grigorovitsj een trouw medewerker van het beroemde tijdschrift ‘Sovremennik’ en groeide hij uit tot een vooraanstaande figuur in de Russische letterene en exponent van de slavofilie. In de jaren zestig en zeventig stopte hij echter met publiceren, vooral vanwege kritiek van de realisten over de sentimentaliteit van zijn werk, maar bleef zich voor de literatuur interesseren. Hij gold begin jaren tachtig wel als de ontdekker van de jonge Tsjechov, zag al in diens eerste verhalen direct de hoge kwaliteit en was ook een tijd lang diens mentor.
Zijn op latere leeftijd geschreven Literaire herinneringen (1893) geven, ondanks de subjectiviteit, een goed beeld van het literaire leven in Sint-Petersburg tussen 1840 en 1850.